# Dibyendu Barua
Pour les articles homonymes, voir Barua (homonymie).
Dibyendu Barua est un joueur d'échecs indien né le 27 octobre 1966 à Calcutta. Grand maître international, il a remporté trois fois le championnat d'Inde.

## Biographie et carrière
Dibyendu Barua disputa son premier championnat d'Inde à douze ans. Par la suite, il a remporté trois le championnat indien d'échecs en 1983 (à 17 ans), 1998 et 2001. En 1991, il devint le deuxième joueur indien à obtenir le titre de grand maître international.
Il remporta également :
- le tournoi d'échecs de Londres NMYM (NatWest) en 1989 devant Bronstein et Adams ;
- le tournoi zonal de Ispahan en 1992 (ex æquo avec Koshy et Murshed) ;
- le tournoi zonal de Madras en 1995 ;
- la médaille d'argent au premier championnat d'Asie d'échecs en 1998 ;
- le tournoi zonal de Bombay en 1999 ;
- le titre de champion du Commonwealth en 2003 à Bombay ;

Il représenta l'Inde lors :
- du tournoi interzonal de Bienne en 1993 où il marqua 7 points sur 13 (26e place) ;
- du Championnat du monde de la Fédération internationale des échecs 1997-1998 à Groningue où il fut éliminé au premier tour par Zbyněk Hráček (2 à 3 après départages) ;
- du Championnat du monde de la Fédération internationale des échecs 1999 à Las Vegas où il fut éliminé au premier tour par le futur champion du monde Aleksandr Khalifman (2,5 à 3,5 après départages) ;
- du Championnat du monde de la Fédération internationale des échecs 2000 à New Delhi où il fut éliminé au premier tour par Ievgueni Vladimirov (0-2) ;
- du Championnat du monde de la Fédération internationale des échecs 2001-2002 à Moscou où il fut éliminé au premier tour par Joël Lautier (0-2) ;
- du Championnat du monde de la Fédération internationale des échecs 2004 à Tripoli où il fut éliminé au premier tour par Alexander Graf (0-2).

Barua participa à 7 olympiades de 1988 à 2000, remportant la médaille d'or au deuxième échiquier lors de l'Olympiade d'échecs de 1990 en marquant 8,5 points sur 11.